# Rossella Gregorio
Rossella Gregorio (ur. 30 sierpnia 1990 w Salerno) – włoska szablistka, złota medalistka mistrzostw świata.
W 2009 roku zdobyła srebro drużynowo na mistrzostwach świata juniorów w Belfaście. Podczas mistrzostw świata juniorów w Baku w 2010 roku była drużynowo trzecia. 
Podczas mistrzostw świata w Lipsku w 2017 roku Włoszki w składzie: Martina Criscio, Rossella Gregorio, Loreta Gulotta i Irene Vecchi zdobyły drużynowo złoty medal. W rywalizacji drużynowej była też czwarta na mistrzostwach świata w Budapeszcie (2013), mistrzostwach świata w Kazaniu (2014), mistrzostwach świata w Wuxi (2018) i mistrzostwach świata w Budapeszcie (2019).
Wystartowała na igrzyskach olimpijskich w Rio de Janeiro w 2016 roku, gdzie była czwarta drużynowo, a indywidualnie zajęła 23. miejsce. Następnie była czwarta drużynowo i 24. indywidualnie na igrzyskach olimpijskich w Tokio w 2020 roku.
Na mistrzostwach Europy w Zagrzebiu (2013) zdobyła drużynowo brązowy medal. Następnie zdobyła brąz indywidualnie na mistrzostwach Europy w Strasburgu (2014) i mistrzostwach Europy w Montreux (2015). Podczas mistrzostw Europy w Tbilisi (2017) zdobyła złoto drużynowo i srebro indywidualnie. Ponadto była druga indywidualnie i drużynowo na mistrzostwach Europy w Antalyi (2022).
Zdobyła również drużynowo srebrny medal na igrzyskach europejskich w Krakowie w 2023 roku.